# Não Quero Falar sobre Isso Agora
Não quero falar sobre isto agora é um filme brasileiro de 1991 dirigido por Mauro Farias sendo sua estreia como diretor, roteiro de Mauro Farias, Melanie Dimantas e Evandro Mesquita.

## Sinopse
Daniel O´Neil é um aspirante a escritor que precisa realmente ir à luta quando Dora, sua namorada rica, lhe dá uma solene dispensa. Além disto, é expulso do hotel em Copacabana onde morava. Daniel vai morar então no pequeno apartamento de Meg, sua melhor amiga, mas logo coloca os dois em confusão quando pega carona com Macula, um conhecido traficante que acaba sendo perseguido pela polícia e pede que Daniel guarde dois pacotes de cocaína.

## Elenco
- Evandro Mesquita como Daniel O'Neil
- Eliana Fonseca como Meg
- Marisa Orth como Bárbara
- Sílvia Pfeiffer como Raquel
- Monique Lafond como Dora
- Paulão como Macula
- Roney Facchini
- Sandro Solviatti
- Márcia Cabrita como Fátima
- Mikimba
- Paula Faria
- Débora Olivieri

## Prêmios
Festival de Gramado
- Ganhou 4 Kikitos de Ouro no Festival de Gramado, nas seguintes categorias: melhor filme, melhor atriz (Marisa Orth e Eliana Fonseca - empatadas), melhor roteiro e melhor som.

## Ligações Externas
- Não Quero Falar sobre Isso Agora. no IMDb.